# Maurits Kjaergaard
Maurits Kjaergaard (Dinamarca, 26 de junio de 2003) es un futbolista danés. Juega de centrocampista y su equipo es el Red Bull Salzburgo de la Bundesliga de Austria.

## Selección nacional
Es internacional en categorías inferiores por Dinamarca.

## Estadísticas

### Clubes
Actualizado al último partido disputado el 26 de junio de 2025.
| Club                         | Div.          | Temporada     | Liga  | Liga  | Copas nacionales | Copas nacionales | Copas internacionales | Copas internacionales | Total | Total |
| Club                         | Div.          | Temporada     | Part. | Goles | Part.            | Goles            | Part.                 | Goles                 | Part. | Goles |
| ---------------------------- | ------------- | ------------- | ----- | ----- | ---------------- | ---------------- | --------------------- | --------------------- | ----- | ----- |
| F. C. Liefering · Austria    | 2.ª           | 2019-20       | 13    | 2     | —                | —                | —                     | —                     | 13    | 2     |
| F. C. Liefering · Austria    | 2.ª           | 2020-21       | 28    | 3     | —                | —                | —                     | —                     | 28    | 3     |
| F. C. Liefering · Austria    | 2.ª           | 2021-22       | 6     | 2     | —                | —                | —                     | —                     | 6     | 2     |
| F. C. Liefering · Austria    | Total club    | Total club    | 47    | 7     | 0                | 0                | 0                     | 0                     | 47    | 7     |
| Red Bull Salzburgo · Austria | 1.ª           | 2020-21       | 1     | 0     | 0                | 0                | 0                     | 0                     | 1     | 0     |
| Red Bull Salzburgo · Austria | 1.ª           | 2021-22       | 17    | 2     | 5                | 1                | 4                     | 1                     | 26    | 4     |
| Red Bull Salzburgo · Austria | 1.ª           | 2022-23       | 26    | 2     | 3                | 0                | 7                     | 0                     | 36    | 2     |
| Red Bull Salzburgo · Austria | 1.ª           | 2023-24       | 17    | 2     | 4                | 1                | 3                     | 0                     | 24    | 3     |
| Red Bull Salzburgo · Austria | 1.ª           | 2024-25       | 6     | 0     | 1                | 1                | 7                     | 4                     | 14    | 5     |
| Red Bull Salzburgo · Austria | Total club    | Total club    | 67    | 6     | 13               | 3                | 21                    | 5                     | 101   | 14    |
| Total carrera                | Total carrera | Total carrera | 114   | 13    | 13               | 3                | 21                    | 5                     | 148   | 21    |

## Palmarés

### Títulos nacionales
| Título          | Club               | País    | Año  |
| --------------- | ------------------ | ------- | ---- |
| Bundesliga      | Red Bull Salzburgo | Austria | 2022 |
| Copa de Austria | Red Bull Salzburgo | Austria | 2022 |
| Bundesliga      | Red Bull Salzburgo | Austria | 2023 |